# Maya Hills
Maya Hills, född den 21 augusti 1987 i Sibirien, Ryssland) är en rysk-amerikansk porrskådespelerska. Hon gjorde sina första vuxenfilmer då hon var 18 år och har sedan dess medverkat i över 120 filmer. 2008 fick hon två utmärkelser vid AVN Award. 

## Utmärkelser
- 2008 AVN Award nominee – Best New Starlet[2]
- 2008 AVN Award nominee – Best Oral Sex Scene, Video – Blow Me Sandwich 11[2]